# Kim Ju-eun
Kim Ju-eun (koreanisch 김주은; * 10. Mai 1991) ist eine ehemalige südkoreanische Tennisspielerin.

## Karriere
Kim gewann fünf Doppeltitel auf Turnieren des ITF Women’s Circuit.
Ihr erstes Turnier auf der WTA Tour bestritt sie, als sie eine Wildcard für die Qualifikation zu den Hansol Korean Open Tennis Championships 2006 erhielt. Sie verlor aber bereits ihr Auftaktmatch gegen Lu Jingjing mit 4:6 und 3:6.

## Turniersiege

### Doppel
| Nr. | Datum              | Turnier             | Kategorie   | Belag     | Partnerin    | Finalgegnerinnen                 | Ergebnis          |
| --- | ------------------ | ------------------- | ----------- | --------- | ------------ | -------------------------------- | ----------------- |
| 1.  | 18. Juni 2011      | Neu-Delhi           | ITF $10.000 | Hartplatz | Kim Hae-sung | Rushmi Chakravarthi Keren Shlomo | 6:3, 6:4          |
| 2.  | 25. Juni 2011      | Neu-Delhi           | ITF $10.000 | Hartplatz | Kim Hae-sung | Rushmi Chakravarthi Keren Shlomo | 7:5, 6:0          |
| 3.  | 29. September 2012 | Gulbarga            | ITF $10.000 | Hartplatz | Kim Hae-sung | Lee Pei-chi Yang Chia-hsien      | 6:1, 6:1          |
| 4.  | 14. Dezember 2013  | Scharm asch-Schaich | ITF $10.000 | Hartplatz | Kim Hae-sung | Harriet Dart Katy Dunne          | 7:66, 6:4         |
| 5.  | 25. Juni 2016      | Sangju              | ITF $10.000 | Hartplatz | Ye Qiuyu     | Han Sung-hee Wang Yan            | 7:5, 6:76, [10:6] |